# チャック・コモー
チャック・コモー（Chuck Comeau、1979年9月17日 - ）はカナダのミュージシャン。シンプル・プランのメンバー。既婚。